# 三菱電機グループ
三菱電機グループ（みつびしでんきグループ）は、日本の大手総合電機メーカーである三菱電機によって三菱グループ内部につくられた独自の企業グループ。

## 三菱電機グループの主要各社
（）内は本社所在地

### 「三菱電機」が付く国内関係会社
- 三菱電機デジタルイノベーション株式会社（東京都千代田区）
- 三菱電機エンジニアリング株式会社（東京都千代田区）
- 三菱電機ソフトウエア株式会社（東京都港区）
- 三菱電機FA産業機器株式会社（福岡県福岡市）
- 三菱電機フィナンシャルソリューションズ株式会社（東京都品川区）
- 三菱電機システムサービス株式会社（東京都世田谷区）
- 三菱電機照明株式会社（神奈川県鎌倉市）
- 三菱電機住環境システムズ株式会社（東京都台東区）
- 三菱電機ライフネットワーク株式会社（神奈川県川崎市）
- 三菱電機ディフェンス&スペーステクノロジーズ株式会社（東京都品川区）
- 株式会社三菱電機ドキュメンテクス（千葉県市川市）
- 三菱電機トレーディング株式会社（東京都千代田区）
- 三菱電機ビルソリューションズ株式会社（東京都千代田区）
- 三菱電機プラントエンジニアリング株式会社（東京都台東区）
- 三菱電機ホーム機器株式会社（埼玉県深谷市）
- 三菱電機メカトロニクスエンジニアリング株式会社（愛知県名古屋市）
- 三菱電機メテックス株式会社（神奈川県相模原市）
- 三菱電機モビリティ株式会社（東京都千代田区）
- 三菱電機冷熱機器販売株式会社（東京都千代田区）
- 三菱電機ライフサービス株式会社（東京都港区）
- 三菱電機冷熱プラント株式会社（東京都品川区）
- 三菱電機冷熱応用システム株式会社（和歌山県和歌山市）
- 青森三菱電機機器販売株式会社（青森県青森市）
- 九州三菱電機販売株式会社（福岡県福岡市）
- 中国三菱電機販売株式会社（広島県広島市）
- 四国三菱電機販売株式会社（香川県高松市）
- 荘内三菱電機商品販売株式会社（山形県鶴岡市）
- 山陰三菱電機機器販売株式会社（島根県松江市）
- 千代田三菱電機機器販売株式会社（東京都千代田区）
- 中部三菱電機機器販売株式会社（愛知県名古屋市）
- 長野三菱電機機器販売株式会社（長野県松本市）
- 北海道三菱電機販売株式会社（北海道札幌市）
- 兵庫三菱電機機器販売株式会社（兵庫県姫路市）
- 福井三菱電機機器販売株式会社（福井県福井市）
- 山形三菱電機機器販売株式会社（山形県山形市）
- 菱明三菱電機機器販売株式会社（秋田県秋田市）

### 上記以外の国内関係会社

#### あ行
- 株式会社アイプラネット（東京都港区）
- 稲菱テクニカ株式会社（愛知県稲沢市）
- 上森電機株式会社（香川県三豊市）
- 株式会社エス・ジー・シー（兵庫県加西市）
- MGロジス株式会社（東京都中野区）
- 株式会社エムテック（大阪府大阪市）
- 大井電気株式会社（神奈川県横浜市）
- 株式会社岡部マイカ工業所（福岡県中間市）

#### か行
- 株式会社カナデン（東京都港区）
- 義勇海運株式会社（兵庫県神戸市）
- 株式会社グリーンサイクルシステムズ（千葉県千葉市）
- 甲神電機株式会社（岡山県笠岡市）
- 株式会社弘電社（東京都中央区）
- 光菱電機株式会社（兵庫県赤穂郡）

#### さ行
- サンエーマイクロセミコンダクタ株式会社（広島県庄原市）
- 三信電子株式会社（熊本県合志市）
- 山菱テクニカ株式会社（広島県福山市）
- 三和電気株式会社（兵庫県伊丹市）
- 株式会社指月電機製作所（兵庫県西宮市）
- 島田理化工業株式会社（東京都調布市）
- 株式会社新菱電機（東京都港区）
- 株式会社清康社（神奈川県横浜市）
- 静菱テクニカ株式会社（静岡県静岡市）
- 西菱電機株式会社（兵庫県伊丹市）
- 摂菱テクニカ株式会社（兵庫県三田市）
- 株式会社セツヨーアステック（大阪府大阪市）
- 株式会社スーパーコミュニケーションズ（東京都品川区）
- 株式会社ソーワテクニカ（岐阜県中津川市）

#### た行
- 太洋無線株式会社（東京都大田区）
- 多田電機株式会社（兵庫県尼崎市）
- 中菱テクニカ株式会社（岐阜県中津川市）
- 通菱テクニカ株式会社（兵庫県尼崎市）
- 株式会社デービー精工（兵庫県姫路市）
- 株式会社トーカン（千葉県松戸市）
- 東芝三菱電機産業システム株式会社（東京都港区）
- 株式会社東洋機工製作所（長崎県島原市）
- 三菱電機社会インフラ機器株式会社（兵庫県丹波市）

#### な行
- 中山機械株式会社（北海道北広島市）
- 長崎菱電テクニカ株式会社（長崎県長崎市）
- 日本インジェクタ株式会社（神奈川県小田原市）
- 日本建鐵株式会社（千葉県船橋市）

#### は行
- 株式会社ハイパーサイクルシステムズ（千葉県市川市）
- 姫菱テクニカ株式会社（兵庫県姫路市）
- 株式会社ビーシーシー（広島県福山市）

#### ま行
- 萬世電機株式会社（大阪府大阪市）
- 丸亀菱電テクニカ株式会社（香川県丸亀市）[1]
- 三菱日立ホームエレベーター株式会社（岐阜県美濃市）
- 三菱プレシジョン株式会社（東京都江東区）
- ミヨシ電子株式会社（兵庫県川西市）
- 名菱テクニカ株式会社（愛知県名古屋市）
- 名菱電子株式会社（愛知県日進市）
- メルコアドバンストデバイス株式会社（長崎県諫早市）
- 株式会社メルコエアテック（岐阜県中津川市）
- メルコ・コントロール・プロダクツ株式会社（兵庫県姫路市）
- メルコセミコンダクタエンジニアリング株式会社（福岡県福岡市）
- メルコ・ディスプレイ・テクノロジー株式会社（熊本県合志市）
- 株式会社メルコテクノレックス（静岡県掛川市）
- メルコトラベル株式会社（東京都千代田）
- メルコパワーデバイス株式会社（兵庫県丹波市）
- メルコ保険サービス株式会社（東京都千代田区）
- メルダスシステムエンジニアリング株式会社（愛知県名古屋市）
- メルハンコンピュータシステム株式会社（大分県大分市）
- 株式会社メルフィス（東京都千代田区）

#### ら行
- 洛菱テクニカ株式会社（京都府長岡京市）
- 菱栄テクニカ株式会社（神奈川県鎌倉市）
- 株式会社菱交（東京都千代田区）
- 菱彩テクニカ株式会社（兵庫県尼崎市）
- 株式会社菱サ・ビルウェア（東京都豊島区）
- 菱神興産株式会社（兵庫県神戸市）
- 菱電旭テクニカ株式会社（静岡県菊川市）
- 菱電エレベータ施設株式会社（東京都新宿区）
- 菱電化成株式会社（兵庫県三田市）
- 菱三工業株式会社（兵庫県神戸市）
- 株式会社RYODEN（東京都豊島区）
- 菱電湘南エレクトロニクス株式会社（神奈川県鎌倉市）
- 菱北電子株式会社（富山県富山市）
- 菱馬テクニカ株式会社（群馬県太田市）
- 株式会社菱和（大阪府大阪市）
- ルネサス エレクトロニクス株式会社（東京都千代田区）